# عصر (جيولوجيا)
| طبقات الصخور في علم تاريخ طبقات الأرض | التغطية الزمنية في التاريخ الجيولوجي | ملاحظات في الوحدات الزمنية الجيولوجية            |
| ------------------------------------- | ------------------------------------ | ------------------------------------------------ |
| طبقة دهر (Eonothem)                   | دهر (Eon)                            | المجموع 4، وتقدر بنصف مليار سنة أو أكثر          |
| طبقة حقبة (Erathem)                   | حقبة (Era)                           | المحددة: 10، وتقدر بعدة مئات من ملايين السنين    |
| نظام (System)                         | عصر (Period)                         | المحددة: 22، وتقدر بعشرة إلى حوالي مئة مليون سنة |
| نسق (Series)                          | فترة (Epoch)                         | المحددة: 34، وتقدر بعشرة ملايين سنة              |
| مرحلة (Stage)                         | حين (Age)                            | المحددة: 99، وتقدر بملايين السنين                |
| نطاق زمني (Chronozone)                | زمن (Chron)                          | تقسيم فرعي للحين ولا تستخدم في مقياس ICS الزمني  |

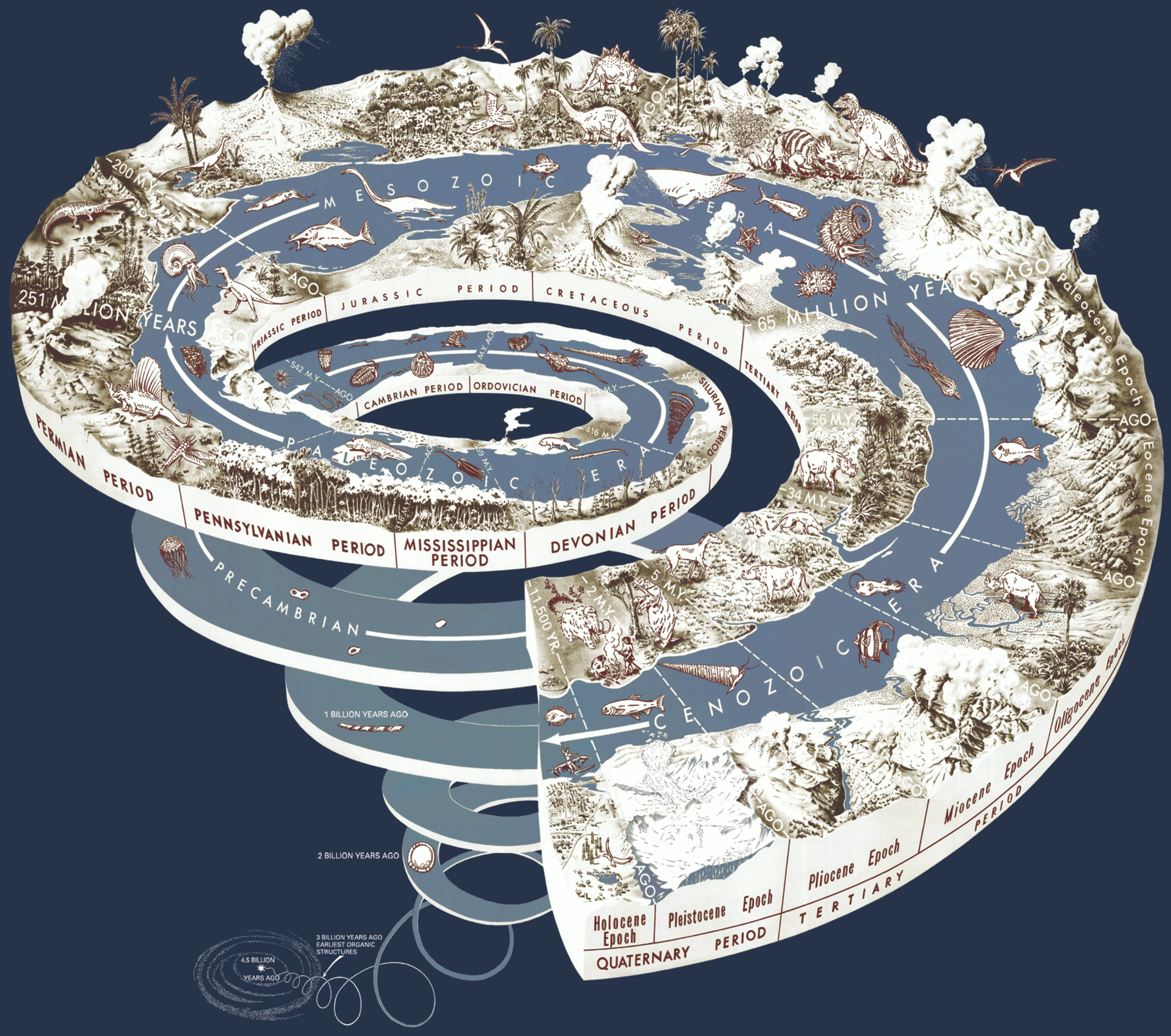

العصر الجيولوجي هو أحد الأقسام الفرعية للزمن الجيولوجي لتحديد زمن تشكل الصخور والأحداث الجيولوجية من مكان إلى آخر. تشكل هذه العصور عناصر لتسلسل هرمي من الأقسام إلى تاريخ الأرض حيث قسمها الجيولوجيين. تعتبر الدهور والحقب تقسيمات أكبر من العصور بينما تنقسم العصور إلى فترات ومراحل.
| دهر(Eon)    | حقبة(Era)            | عصر(Period)      | المدة (بملايين السنين) | الفترة الزمنية (بملايين السنين) |
| ----------- | -------------------- | ---------------- | ---------------------- | ------------------------------- |
| دهر البشائر | حقبة معاصرة          | العصر الرباعي    | 2.588+                 | 2.588–0                         |
| دهر البشائر | حقبة معاصرة          | نيوجين           | 20.4                   | 23.03–2.588                     |
| دهر البشائر | حقبة معاصرة          | باليوجين         | 42.9                   | 66.0–23.03                      |
| دهر البشائر | حقبة وسطى            | عصر طباشيري      | 79.5                   | 145.5–66.0                      |
| دهر البشائر | حقبة وسطى            | العصر الجوراسي   | 56.3                   | 201.3–145.0                     |
| دهر البشائر | حقبة وسطى            | عصر ثلاثي        | 50.9                   | 252.17–201.3                    |
| دهر البشائر | حقبة أولية           | عصر برمي         | 46.7                   | 298.9–252.17                    |
| دهر البشائر | حقبة أولية           | عصر فحمي         | 60                     | 358.9–298.9                     |
| دهر البشائر | حقبة أولية           | عصر ديفوني       | 60.3                   | 419.2–358.9                     |
| دهر البشائر | حقبة أولية           | عصر سيلوري       | 24.2                   | 443.4–419.2                     |
| دهر البشائر | حقبة أولية           | عصر أردوفيسي     | 42                     | 485.4–443.4                     |
| دهر البشائر | حقبة أولية           | عصر كمبري        | 55.6                   | 541.0–485.4                     |
| دهر الطلائع | حقبة الطلائع الحديثة | العصر الإدياكاري | 94                     | 635.0–541.0                     |
| دهر الطلائع | حقبة الطلائع الحديثة | العصر البارد     | 215                    | 850–635                         |
| دهر الطلائع | حقبة الطلائع الحديثة | التوني (عصر)     | 150                    | 1000–850                        |
| دهر الطلائع | حقبة الطلائع الوسطى  | الستني (عصر)     | 200                    | 1200–1000                       |
| دهر الطلائع | حقبة الطلائع الوسطى  | الإكتاسي (عصر)   | 200                    | 1400–1200                       |
| دهر الطلائع | حقبة الطلائع الوسطى  | الكالمي (عصر)    | 200                    | 1600–1400                       |
| دهر الطلائع | حقبة الطلائع القديمة | الستاثري (عصر)   | 200                    | 1800–1600                       |
| دهر الطلائع | حقبة الطلائع القديمة | الأوروسيري (عصر) | 250                    | 2050–1800                       |
| دهر الطلائع | حقبة الطلائع القديمة | الرياسي (عصر)    | 250                    | 2300–2050                       |
| دهر الطلائع | حقبة الطلائع القديمة | السيدري (عصر)    | 200                    | 2500–2300                       |